# Corynebacterium
Corynebacterium is een bacteriegeslacht waartoe onder andere de bacterie behoort die difterie veroorzaakt.
- Corynebacterium diphtheriae
- Corynebacterium glutamicum
- Corynebacterium minutissimum